# Ньома
Ньома Рап или Няма (произносится Неома) — город в округе Лех, Ладакх в северной Индии.
В Ньоме располагалась Передовая посадочная база воздушных сил Индии, которую собираются восстановить. Ан-32 приземлился здесь 18 сентября 2009 и базу стали считать открытой.
Недалеко находится город Махе и Рупшу, город на автодороге Лех—Лома—Ханлэ, идущей вдоль реки Инд.
С 2010 года Ньому могут посещать иностранцы, имеющие разрешение на посещение внутренних пограничных зон. Также открыт к посещению близлежащий буддийский монастырь.